# Bezoekerscentrum De Wieden
Bezoekerscentrum De Wieden is een bezoekerscentrum van Natuurmonumenten in Sint Jansklooster in Overijssel. 
Het ligt in natuurgebied De Wieden, een deelgebied van Nationaal Park Weerribben-Wieden. Het ligt bij de oeverzone van de Beulakerwijde. Het is bereikbaar via een wandelroute en per auto.
In het bezoekerscentrum De Wieden is veel informatie te vinden over de (plaatselijke) natuur zoals de planten en dieren in het natuurgebied. Door middel van een tentoonstelling kan men hier veel van leren. Er is ook informatie over wandel- en fietsroutes te koop. 

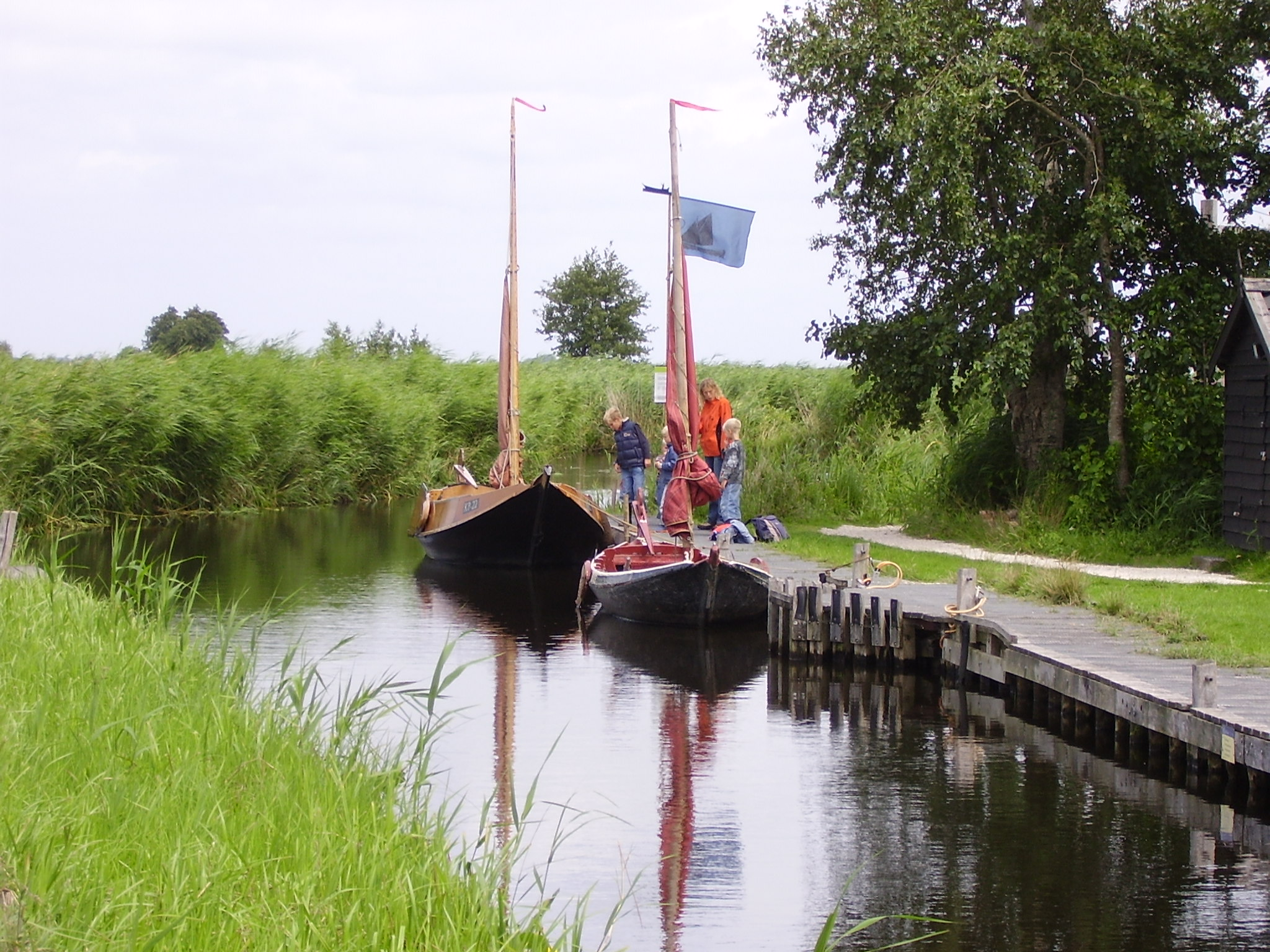
Twee verschillende soorten punters in het haventje bij het bezoekerscentrum. De achterste is de excursiepunter KP22

Ook via visuele middelen zoals een film is er veel over de plaatselijke planten en dieren vooral veel vogels. Er zijn diverse rondvaarten mogelijk door de Wieden.
Bij het bezoekerscentrum staat het tjaskermolentje De Foeke.